# توني غريفين
توني غريفين (بالإنجليزية: Tony Griffin)‏ هو لاعب قذف أيرلندي، ولد في 11 يناير 1981 في Ballyea, County Clare ‏ في جمهورية أيرلندا.